# Limba dyula
Jula (sau Dyula, Dioula) este o limbă din familia limbilor mande, vorbită în Burkina Faso, Coasta de Fildeș și Mali. Este una dintre limbile Manding și este cel mai strâns înrudită cu bambara, fiind inteligibilă reciproc cu bambara, precum și cu malinke. Este o limbă vehiculară în Africa de vest și este vorbită de milioane de oameni, fie ca o primă sau a doua limbă. Ca și celelalte limbi mande, este o limbă tonală. Este scrisă cu alfabetul latin și cu alfabetul arab, precum și în sistemul de scriere autohton N'Ko. 
Dioula poate fi auzită vorbită în filmul din 2004 Noaptea adevărului, regizat de Fanta Régina Nacro, prima regizoare femeie din Burkina Faso. 

## Sisteme de scriere și fonologie

### Alfabet și ortografie latină
Ortografia dioula este reglementată în Burkina Faso de Subcomisia Dioula a Comisiei Naționale pentru Limbi. Pe 15 iulie 1971 a fost creată subcomisia națională pentru dioula iar pe 16 iulie 1971 a început un studiu în vederea stabilirii alfabetului dioula. Un alfabet a fost publicat pe 27 iulie 1973 și a obținut statutul oficial la 2 februarie 1979. Unele litere au fost adăugate mai târziu, ‹ c, j › pentru cuvinte împrumutate, iar altele au fost înlocuite: ‹ sh › cu ‹ s › și ‹ ny › cu ‹ ɲ ›. 
| Alfabetul Dioula  | Alfabetul Dioula | Alfabetul Dioula | Alfabetul Dioula | Alfabetul Dioula | Alfabetul Dioula | Alfabetul Dioula | Alfabetul Dioula | Alfabetul Dioula | Alfabetul Dioula | Alfabetul Dioula | Alfabetul Dioula | Alfabetul Dioula | Alfabetul Dioula | Alfabetul Dioula | Alfabetul Dioula | Alfabetul Dioula | Alfabetul Dioula | Alfabetul Dioula | Alfabetul Dioula | Alfabetul Dioula | Alfabetul Dioula | Alfabetul Dioula | Alfabetul Dioula | Alfabetul Dioula | Alfabetul Dioula | Alfabetul Dioula | Alfabetul Dioula |
| ----------------- | ---------------- | ---------------- | ---------------- | ---------------- | ---------------- | ---------------- | ---------------- | ---------------- | ---------------- | ---------------- | ---------------- | ---------------- | ---------------- | ---------------- | ---------------- | ---------------- | ---------------- | ---------------- | ---------------- | ---------------- | ---------------- | ---------------- | ---------------- | ---------------- | ---------------- | ---------------- | ---------------- |
| A                 | B                | C                | D                | E                | Ɛ                | F                | G                | H                | I                | J                | K                | L                | M                | N                | Ɲ                | Ŋ                | O                | Ɔ                | P                | R                | S                | T                | U                | V                | W                | Y                | Z                |
| a                 | b                | c                | d                | e                | ɛ                | f                | g                | h                | i                | j                | k                | l                | m                | n                | ɲ                | ŋ                | o                | ɔ                | p                | r                | s                | t                | u                | v                | w                | y                | z                |
| Valoarea fonetică |                  |                  |                  |                  |                  |                  |                  |                  |                  |                  |                  |                  |                  |                  |                  |                  |                  |                  |                  |                  |                  |                  |                  |                  |                  |                  |                  |
| a                 | b                | c                | d                | e                | ɛ                | f                | g                | h                | i                | ɟ                | k                | l                | m                | n                | ɲ                | ŋ                | o                | ɔ                | p                | r                | s                | t                | u                | v                | w                | j                | z                |

În Burkina Faso, alfabetul dioula este format din 28 de litere reprezentând fiecare un singur fonem. În ortografie, vocalele lungi sunt reprezentate prin litere dublate; astfel, /e/ este scris ‹ e › , iar /eː/, ‹ ee ›. Nazalizarea unei vocale este scrisă prin aceasta urmată de un n; de exemplu, /ẽ/ este scris ‹ en ›. 
Cele șapte sunete vocale pot fi, de asemenea, prelungite /iː eː ɛː aː ɔː oː uː/ sau nazalizate /ĩ ẽ ɛ̃ ã ɔ̃ õ ũ/.
Notarea tonurilor a fost recomandată în 1973, dar în practică nu sunt scrise. Ghidul de transcriere publicat în 2003 nu reiterează această recomandare. Tonurile sunt notate numai în lucrările lexicografice. Cu toate acestea, pentru a evita ambiguitatea, marcarea tonului este obligatorie în anumite cazuri. 
De exemplu: 
- ‹ a › el/ea (pronume a treia persoană singular)
- ‹ á › voi (pronume a doua persoană plural)

### Alfabetul N’Ko
Alfabetul N'Ko este un sistem de scriere autohton pentru continuumul limbii manding, inventat în 1949 de Solomana Kanté, o educatoare din Guineea. Astăzi, scrierea a fost digitalizată ca parte a Unicode, ceea ce îi permite să fie utilizată cu ușurință online, dar lipsa finanțării de la guverne și omniprezența francezei în toate nivelurile vieții de zi cu zi înseamnă că utilizarea acestui alfabet rămâne limitată. 